# Aloe spicata
Aloe spicata är en grästrädsväxtart som beskrevs av Carl von Linné d.y.. Aloe spicata ingår i släktet Aloe och familjen grästrädsväxter. Inga underarter finns listade i Catalogue of Life.

## Bildgalleri

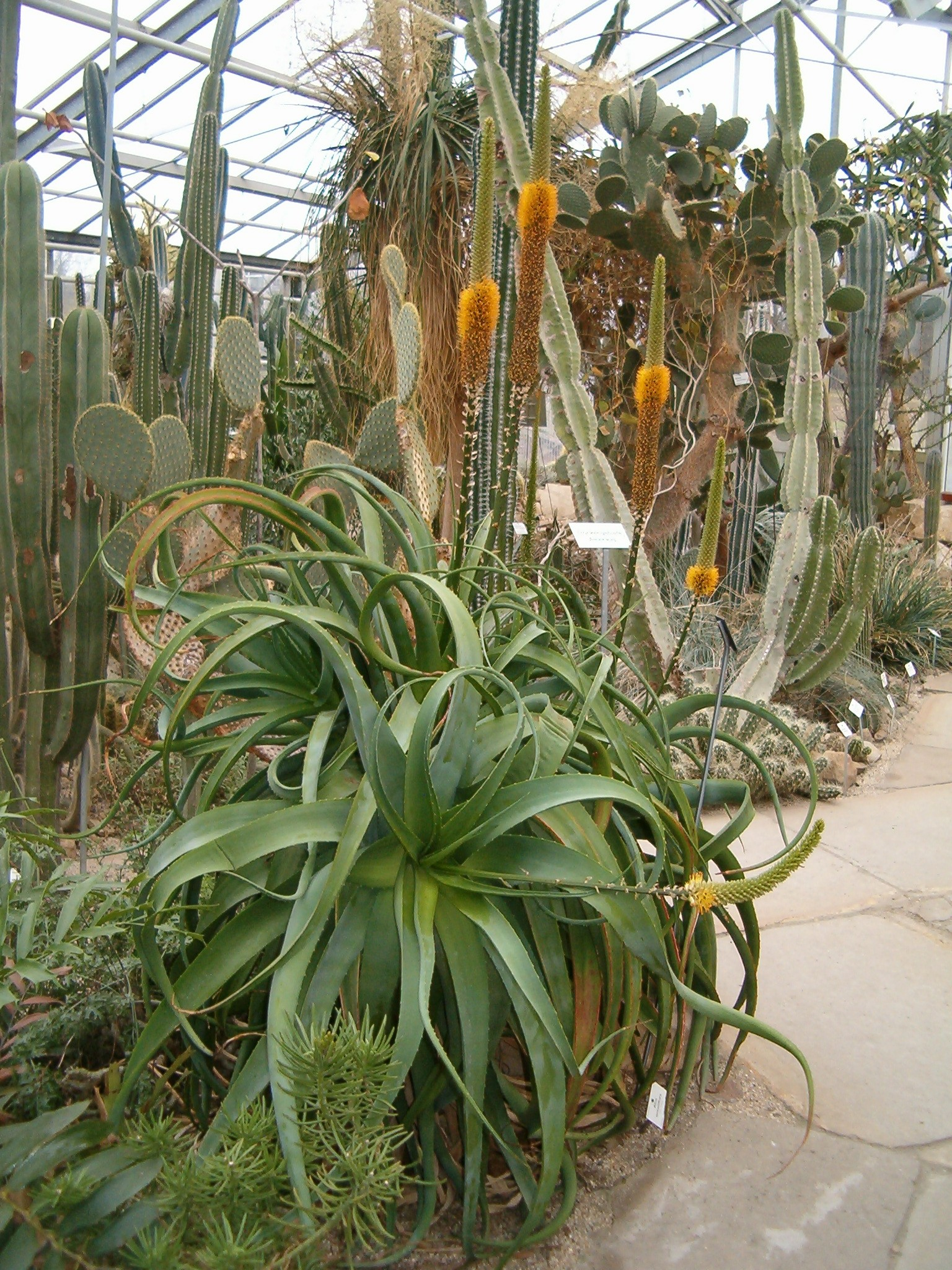
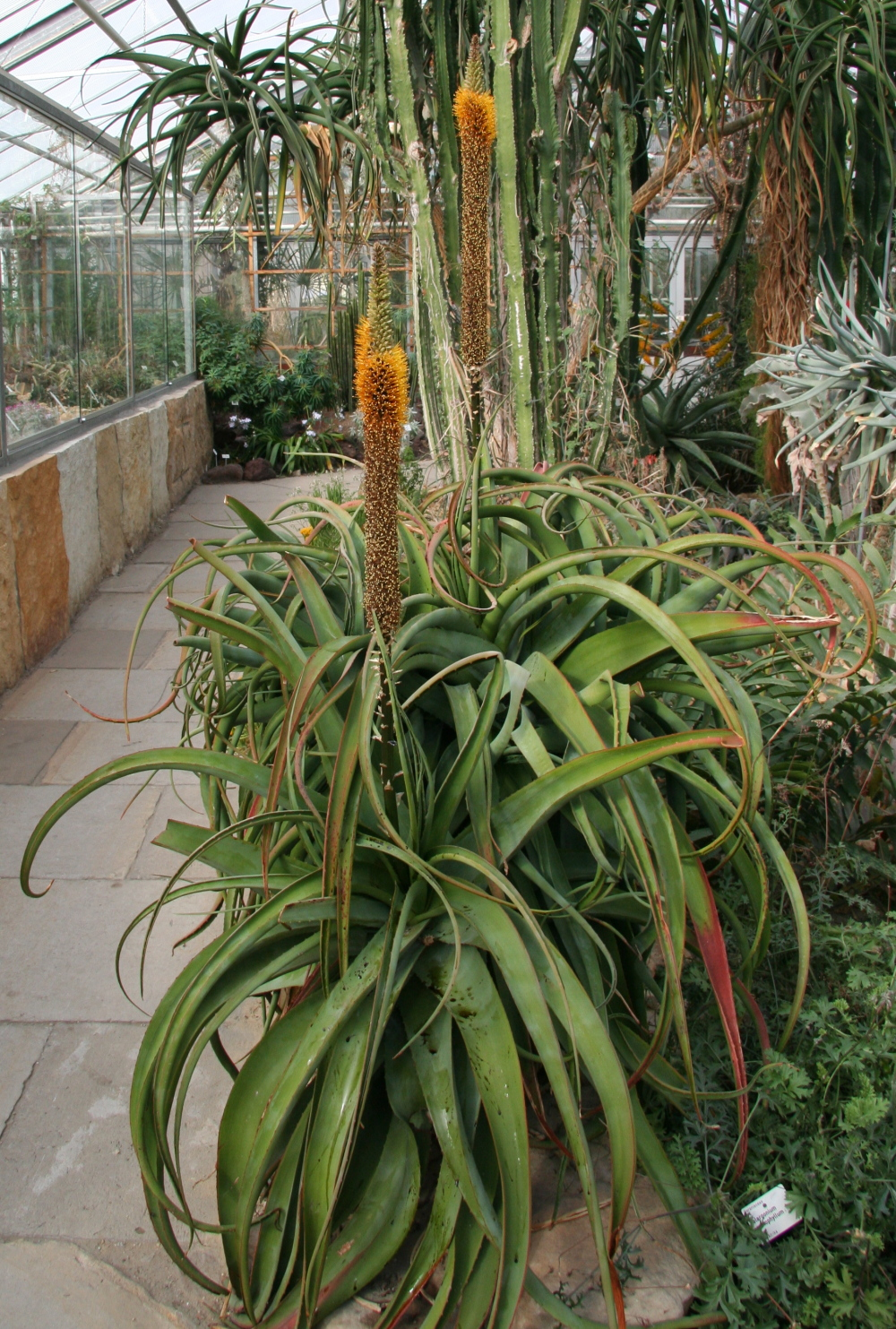
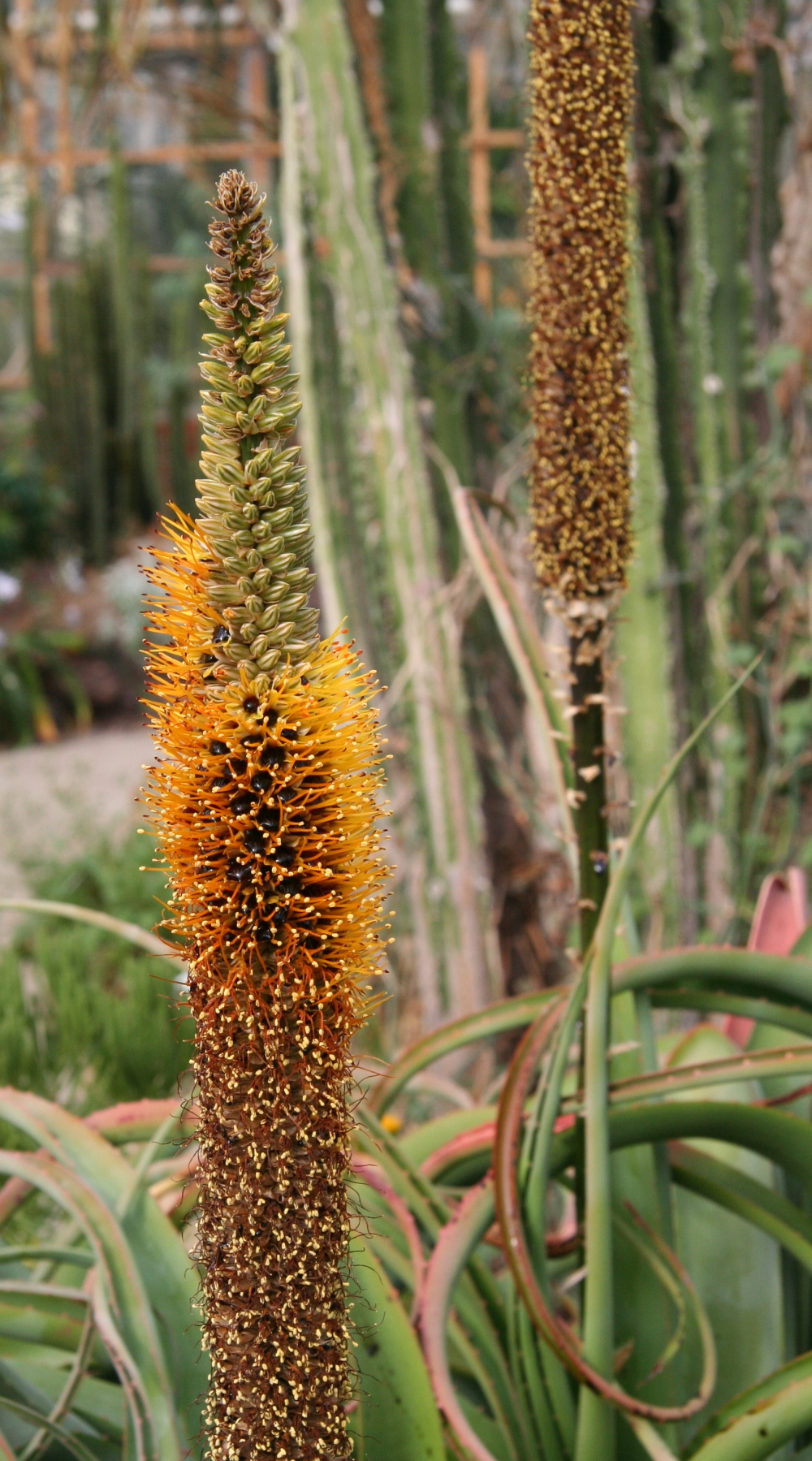
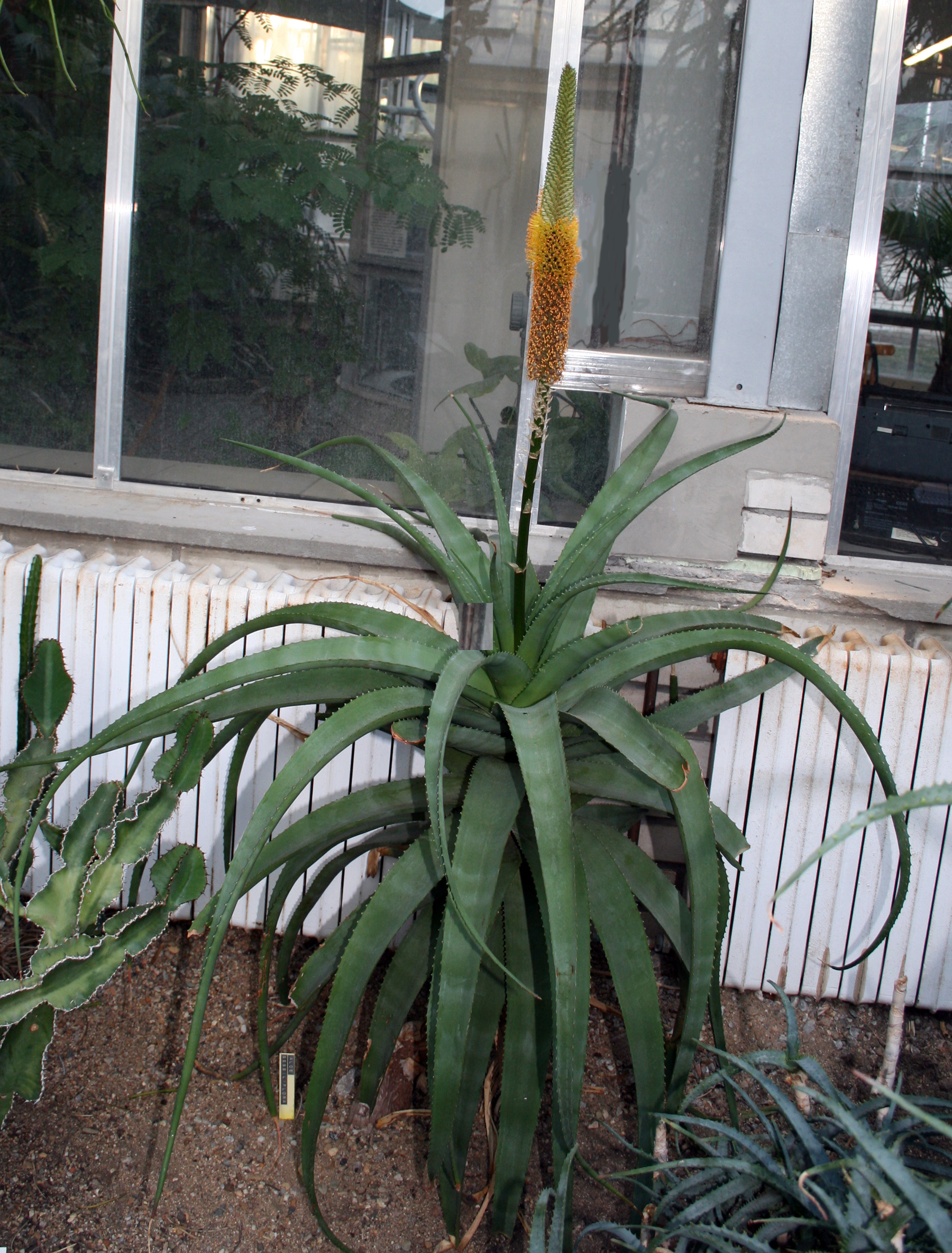
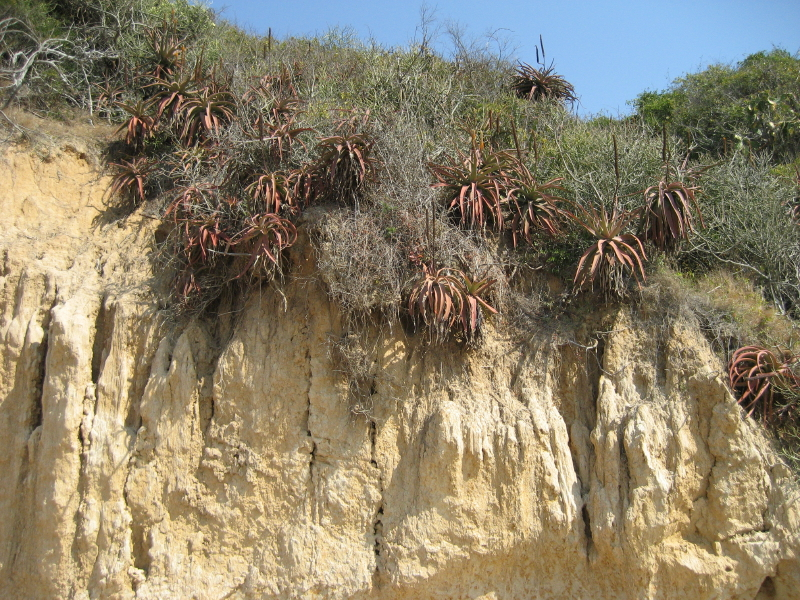
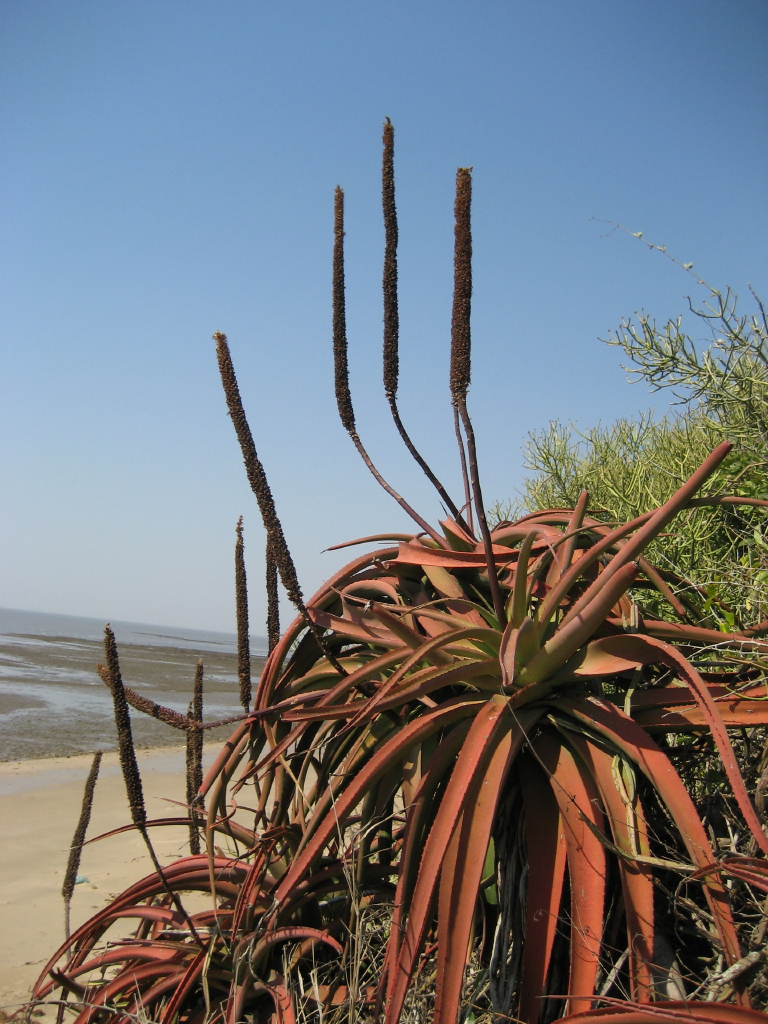